# Mizuki Kawashita
河下 水希
Mizuki Kawashita (河下 水希, Kawashita Mizuki) aussi connue sous le nom de plume Mikan Momokuri (桃栗 みかん, Momokuri Mikan), principalement utilisé pour ses shōjo, est une mangaka japonaise, publiant principalement dans Shōnen Jump. Elle est née le 30 août 1971 à Shizuoka au Japon.
Dans sa jeunesse, elle se destine à devenir mangaka ou illustratrice dans le genre shojo. Elle commence en 1992 en tant qu'illustratrice dans le magazine Yaoi June sous le pseudonyme de Mikan Momokuri.
En 1994, elle publie son premier manga, Kōkōdanshi Boys dans le magazine josei Office YOU chez l'éditeur Shueisha. Elle en publie un second, Sora no Seibun dans le même magazine. À partir de 1999, elle exerce de moins en moins le travail d'illustratrice et se tourne de plus en plus vers le manga. Elle publie deux autres mangas dans le magazine Bouquet du même éditeur : Akane-chan over drive (2 tomes) et Kaede Typhoo (3 tomes).
Son style proche des canons esthétiques et thématiques de la comédie sentimentale shōnen lui permet de changer de public en publiant un nouveau manga, Lilim Kiss en deux tomes dans le magazine Weekly Shōnen Jump en 2001-2002. Elle publie cette fois sous son vrai nom, Mizuki Kawashita. En 2002 commence la publication de Ichigo 100% dans le même magazine. La série sera le premier succès de l'auteur avec 19 tomes, une adaptation en série animée en 2005 par les studios Madhouse et plusieurs publications internationales, notamment en France chez Tonkam.
Après la fin d'Ichigo 100%, elle commence une nouvelle série, Hatsukoi Limited (quatre tomes), prépupliée en 2007 et 2008 toujours dans le Weekly Shōnen Jump, sur le même thème de la comédie scolaire.
Une des rares femmes réalisant du shōnen, elle se conforme globalement à l'esthétique traditionnelle de ceux-ci (et notamment des personnages féminins aux mensurations généreuses, ou encore des scènes assez ecchi), tout en conservant des visages plus typiquement shōjo sur certains de ces personnages[réf. souhaitée].
Une de ses anciennes assistantes est Katsura Hoshino.

## Réalisations
Sous le nom de Momokuri Mikan :
- Kōkōdanshi Boys (1 volume) (1995)
- Sora no seibun (1 volume) (1997)
- Kaede Typhoo (3 tomes) (1999?)
- Akane-chan over drive (2 tomes) (1999-2000)

Sous le nom de Mizuki Kawashita :
- Lilim kiss (2 tomes) (2000-2001)
- Ichigo 100% (19 tomes) (2002-2005)
- Hatsukoi Limited (4 tomes) (2007-2008)
- Anedoki (3 tomes) (2009-2010)
- Boku no Idol (1 tome) (2010)
- (G) Edition (2010 - 2012)
- Te to Kuchi (2013 - 2015)